# Deroceras rodnae
Deroceras rodnae is een slakkensoort uit de familie van de Agriolimacidae. De wetenschappelijke naam van de soort is voor het eerst geldig gepubliceerd in 1965 door Grossu & Lupu.